# Saint-Aignan (Morbihan)
Saint-Aignan (bretonisch: Sant-Inan) ist eine französische Gemeinde mit 632 Einwohnern (Stand 1. Januar 2022) im Département Morbihan in der Region Bretagne. Sie gehört zum Gemeindeverband Pontivy Communauté.

## Geographie
Saint-Aignan liegt im Norden des Départements Morbihan an der Grenze zum Département Côtes-d’Armor und gehört zum Pays de Pontivy.
Nachbargemeinden sind Bon Repos sur Blavet und Caurel im Norden, Guerlédan im Osten, Neulliac im Südosten, Cléguérec im Süden sowie Sainte-Brigitte im Westen.
Der Ort liegt wegen seiner Nachbarschaft zu Mûr-de-Bretagne nahe an Straßen für den überregionalen Verkehr. Durch die Gemeinde führt die D18/D35 von Plouay Richtung Mûr-de-Bretagne. Die wichtigste Straßenverbindung ist die N164, die nur wenige Kilometer entfernt im Norden vorbeiführt.
Das bedeutendste Gewässer ist der Stausee Lac de Guerlédan im Norden der Gemeinde. Zudem gibt es zahlreiche Teiche auf dem Gemeindegebiet. Ein weiteres wichtiges Gewässer ist der Fluss Blavet. Diese bilden gleichzeitig teilweise die Gemeinde- und Départementgrenze. Ein nicht unbedeutender Teil des Gemeindeareals ist von Wäldern bedeckt. Die Größten sind der Forêt de Quénécan, Bois du Pouldu, Bois de Toul er Roc'h und Bois de Brons.

## Bevölkerungsentwicklung
| Jahr      | 1962 | 1968 | 1975 | 1982 | 1990 | 1999 | 2006 | 2019 |
| Einwohner | 924  | 772  | 706  | 651  | 612  | 629  | 670  | 631  |

## Geschichte
Die Gemeinde gehörte zur bretonischen Region Bro Gwened (frz. Vannetais) und innerhalb dieser Region zum Gebiet Bro Pondi (frz. Pays de Pontivy) und teilt dessen Geschichte. Seit 1793 gehört Saint-Aignan zum Kanton Cléguérec.

## Sehenswürdigkeiten
- Kirche Saint-Aignan aus dem 15. Jahrhundert; mehrfach restauriert und 1894 erweitert
- Kapelle Saint-Ignace im Wald von Quénécan aus dem 17. Jahrhundert
- Kapelle Saint-Marc im Wald von Quénécan aus dem Jahr 1688
- Kapelle Sainte-Tréphine in Castel-Finans aus dem Jahr 1897
- Bauerngut in Corboulo aus dem Jahr 1793
- Herrenhaus von Bot-Pleven aus dem 16. Jahrhundert
- Haus Porh-Antoine aus dem Jahr 1733
- drei Brunnen Saint-Ignace, Saint-Méen und Notre-Dame des Forces bei der Kapelle Saint-Ignace aus dem 17. Jahrhundert
- Überreste des frühgeschichtlichen Lagers von Castel-Finans aus der Eisenzeit

Quelle:

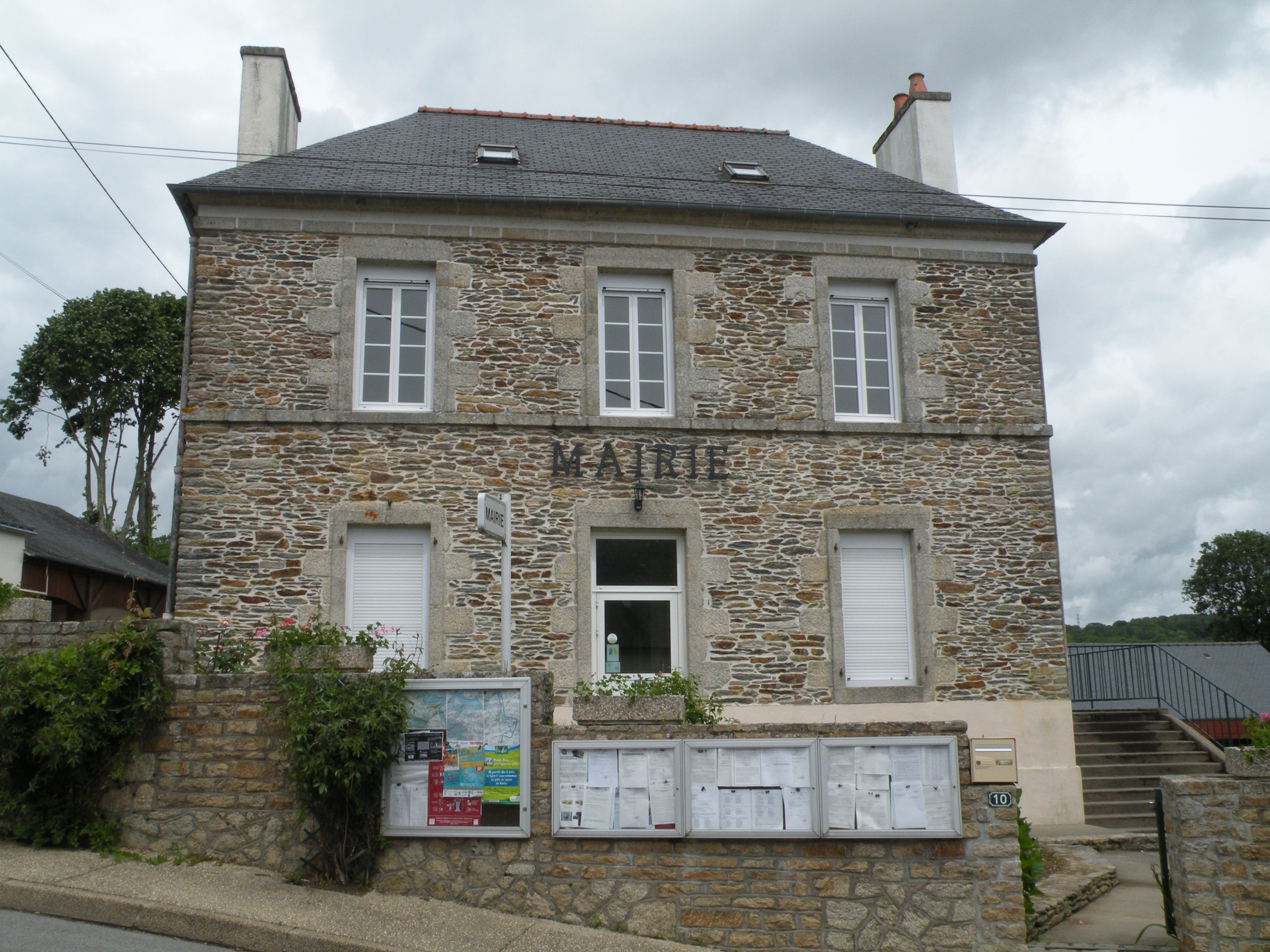
Mairie Saint-Aignan
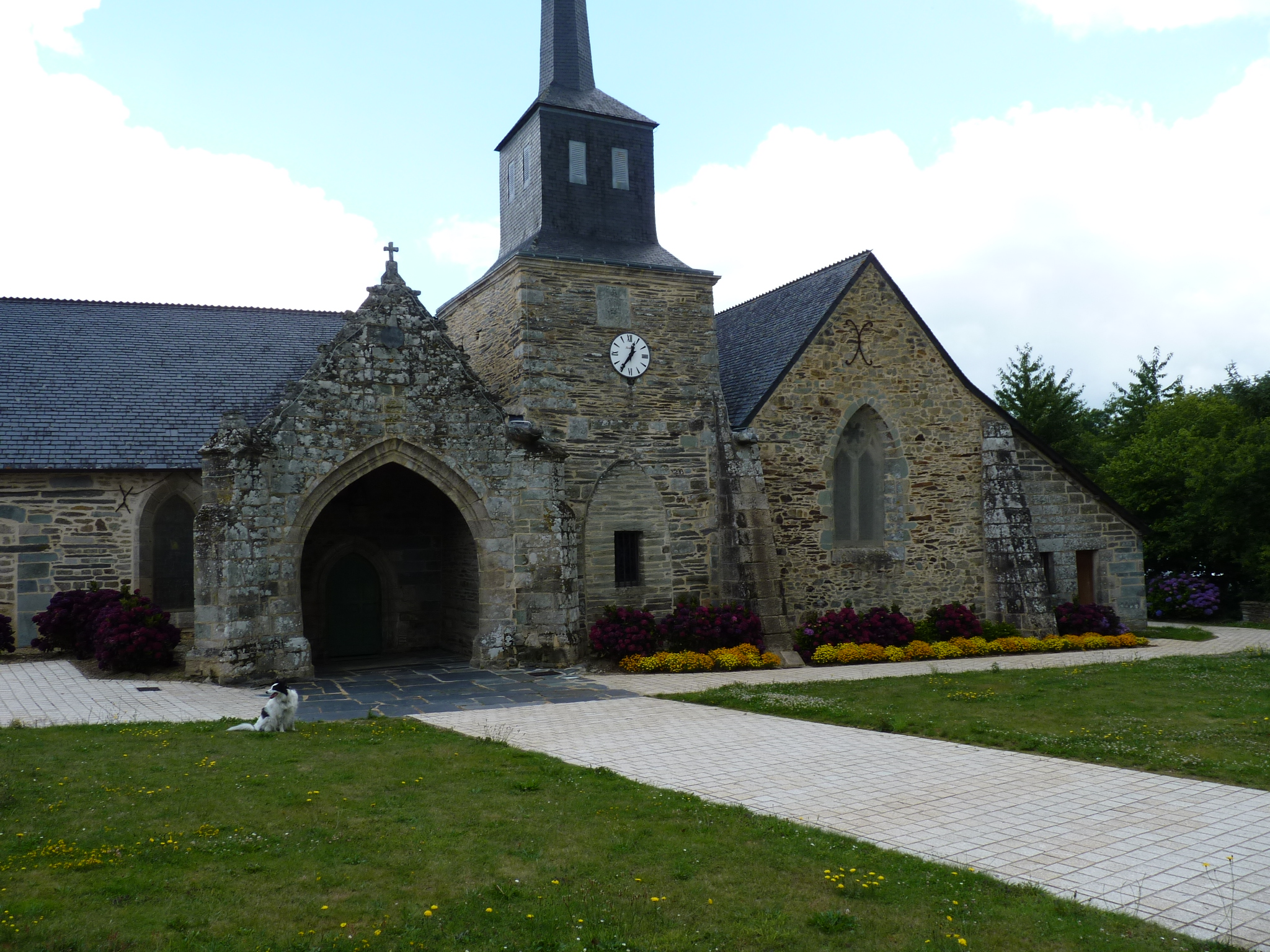
Kirche Saint-Aignan
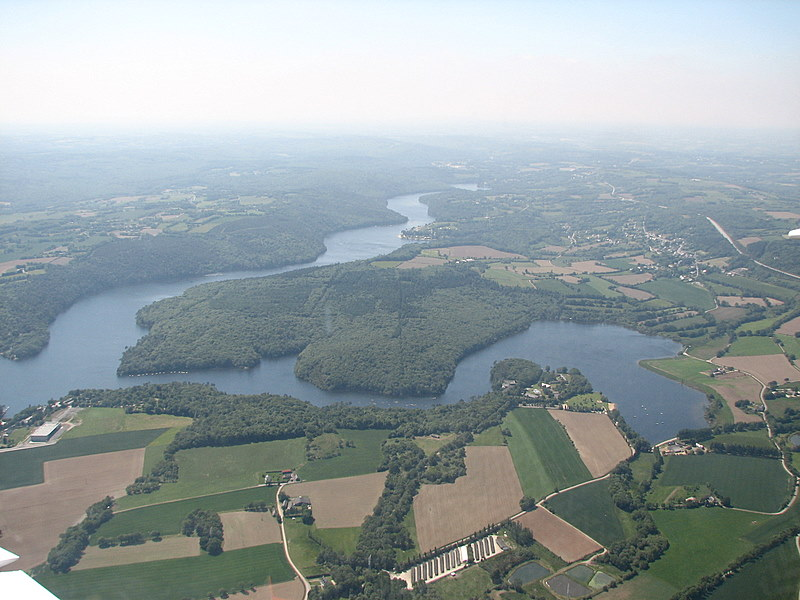
Luftbild des Stausees Lac de Guerlédan
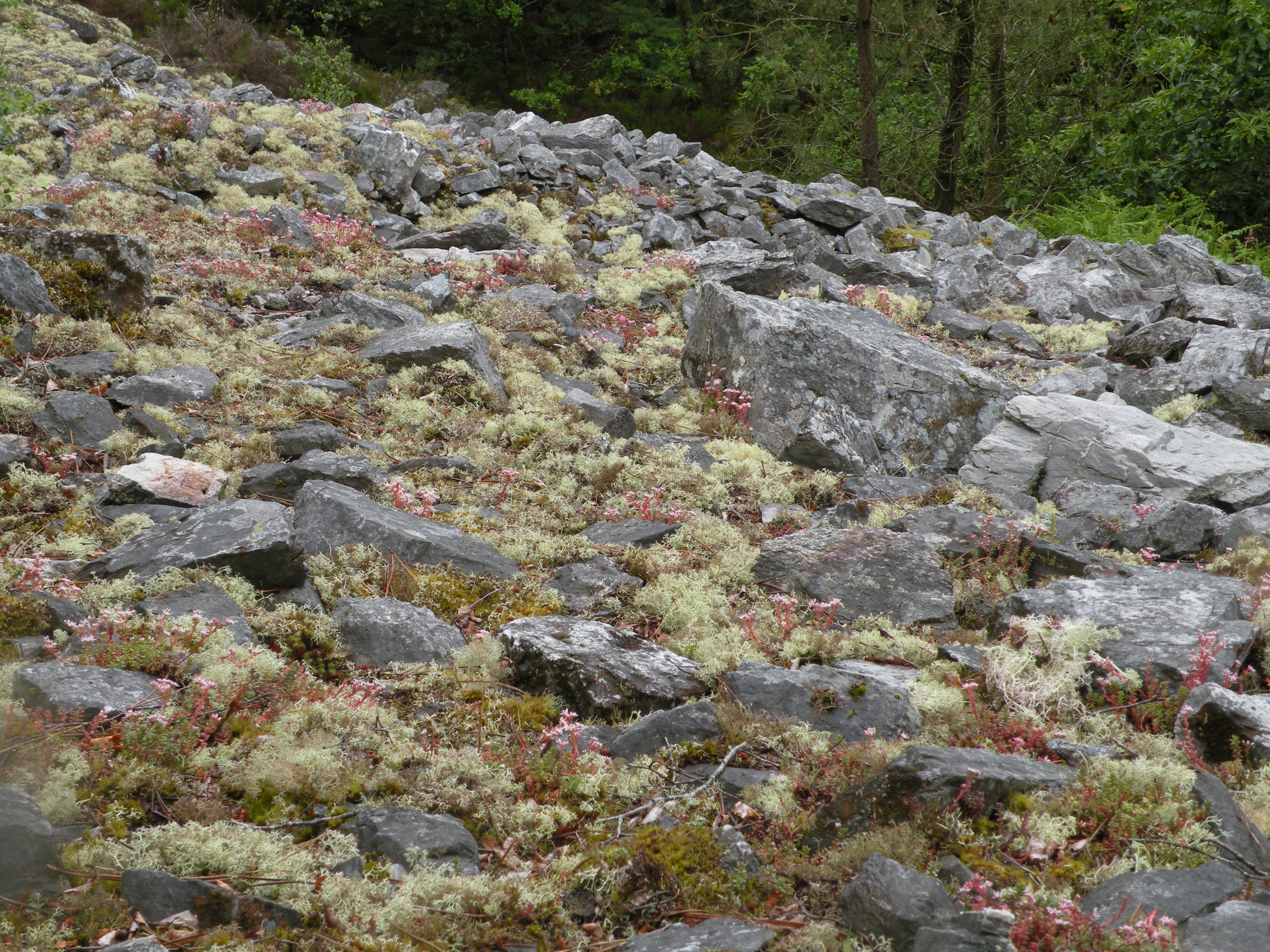
Überreste des Lagers von Castel-Finans